# Ja'Monta Black
Ja'Monta Black (nac. Columbia, Misuri, Estados Unidos, 26 de enero de 2001) es un jugador profesional de baloncesto estadounidense. Su estatura oficial es de 1.93 metros y juega en la posición de escolta. 

## Trayectoria
Tras destacar en el Instituto de Rock Bridge (Columbia), donde logró el título estatal, fue captado por la Universidad de Missouri State, donde disputó con los Bears sus primeros tres años universitarios en la División I de la NCAA antes de pasar a la Universidad de Northwestern State para jugar con los Demons. En la temporada 2022-23 promedió 15.4 puntos, lideró la Southland Conference en triples anotados (siendo el cuarto mejor jugador nacional en dicha disciplina) y fue elegido en el Segundo Mejor Quinteto de la Conferencia luego de obtener varias nominaciones como mejor jugador de la semana.
En la temporada 2023-24 recala en la Universidad de Austin Peay, en la que jugó con los Governors y estableció récords históricos individuales de la institución en triples anotados e intentados, repitiendo como el cuarto mejor jugador de toda la competición en canastas de tres puntos anotadas. Terminó su ciclo universitario con medias de 12 puntos, 3.6 rebotes y un 39% en triples y se convirtió en el trigésimo jugador en la historia de la Division I de la NCAA con más triples anotados en la carrera universitaria (393).
En agosto de 2024 inicia su carrera profesional fichando con el Cáceres Patrimonio de la Humanidad, club español de Segunda FEB. Completó la temporada 2024/25 con 30 partidos y medias de 10 puntos, 1.3 asistencias y 1.8 rebotes.